# 칸트의 튤립
자크데리다는 자신의 논문을 통해 칸트의 튤립에 대한 비판을 내놓았다.
칸트는 튤립을 통해 미에 대한 설명을 한바 있다.
칸트의 시대 즉, 이마누엘 칸트(독일어: Immanuel Kant [ɪˈmaːnu̯eːl kant])가 살았던 1724년 4월 22일 ~ 1804년 2월 12일는 시기에 그는 근대 계몽주의를 정점에 올려놓았고 그는 독일 관념철학의 기반을 확립한 프로이센의 철학자이다. 
튤립 파동(Tulip mania)은 17세기 네덜란드에서 벌어진 과열 투기현상으로, 사실상 최초의 거품 경제 현상으로 인정되고 있다. 
튤립 파동의 정점은 1637년 2월이었고, 1610년대, 최초로 튤립의 아름다움에 마음을 빼앗긴 것은 여유 있는 식물 애호가들이었다. 아름다운 튤립 뿌리는 처음부터 고가로 거래되었다. 또한 원예 애호가들은 독자적인 품종개량 및 재배를 통해 다양한 이름의 튤립이 태어났다.
투기자들이 튤립의 인기에 주목한 것은 1634년 무렵으로 추정된다. 그들은 튤립을 재배하거나 꽃의 아름다움에 관심을 가진 것이 아니라 가격 상승을 목적으로 시장에 진입하였다. 튤립 논란이 레이던에서 암스테르담, 하를럼 등 다른 도시에 전해졌고, 수요 증가로 구근 판매가 활성화되었다. 그 중에는 일확천금을 이루는 사람도 나왔다. 고급 품종 구근 하나로 집이 바뀌는 일도 있게 되었다. 1637년 2월 3일 튤립 거래가가 갑자기 폭락했다. 가격이 떨어졌다기보다는 구매자가 전혀 없는 상태였다.
튤립 버블은 이후 알렉산드르 뒤마의 소설 《검은 튤립》이나 회화에 소재로 그려졌을 뿐, 역사학적 관점에서 연구한 것은 거의 없었다. 스코틀랜드인 찰스 맥케이가 쓴 이야기를 통해 1841년 세계에 알려졌고, 이 사건은 일약 각광을 받게 된다. 알렉상드르 뒤마(프랑스어: Alexandre Dumas, 1802년 7월 24일 ~ 1870년 12월 5일)은 19세기 프랑스의 소설가이다.  그 중, 튤립 버블은 스캔들로 대중의 광기에 의한 것으로 그려졌다. 최근까지 맥케이의 거품론이 받아들여 제대로 된 연구 대상이 되지 못했다. 그러나 E. A. 톰슨과 J. 트라자드(2002)는 튤립뿐만 아니라 당시 물가는 항상 불안정했고, 대중의 광기로 사건을 설명하는 것은 잘못된 것이라고 주장했다. 이것을 계기로 최근 연구가 활발해지고 있으며, 튤립 버블의 개요와 역사적 위상에 대한 논의가 활발하게 진행되고 있다.
칸트가 이야기한 미에 대한 개념으로서 튤립을 이야기한 것은 이미 그가 살던 100년 전 인간에 의해 길들여진 지극히 인간의 관점에서 자연물이 변형된 튤립을 예로 든 것이다. 
데리다의 표현을 빌리자면 칸트의 목적없는 합목적성의 아름다움이란 인간에 의해 조작된 자연물에 대한 아름다움을 철학으로 가져온 칸트에 대한 비판이 아니고 무엇인가.(박상규, 서울, 문화예술경영학박사,1972) 

이마누엘 칸트
튤립 파동
자크 데리다